# Мала Ляга
Мала Ля́га (рос. Малая Ляга) — річка в Республіці Комі, Росія, права притока річки Печора. Протікає територією Троїцько-Печорського району.
Річка протікає на захід та південь, протікаючи через болото Ічет-Лягаїльнюр (Ічет-Дягаїльнюр). По лівому березі нижньої течіїх простяглось болото Ічет-Ляганюр. Впадає до Печори в районі селища Шерляга.